# Памятник жертвам Ходжалинской резни (Баку)
«Ана Харайи» (азерб. Ana Harayı — Крик матери) — памятник жертвам Ходжалинской резни, массового убийства жителей азербайджанского города Ходжалы, совершённого в ночь с 25 на 26 февраля 1992 года членами армянских вооружённых формирований.
Расположен в столице Азербайджана, в городе Баку, неподалёку от станции метро «Шах Исмаил Хатаи». Скульпторы — Аслан, Махмуд и Теймур Рустамовы. Ежегодно в годовщину трагедии к памятнику чтобы почтить память жертв резни совершают шествие тысячи жителей города, а также президент страны.

## История памятника

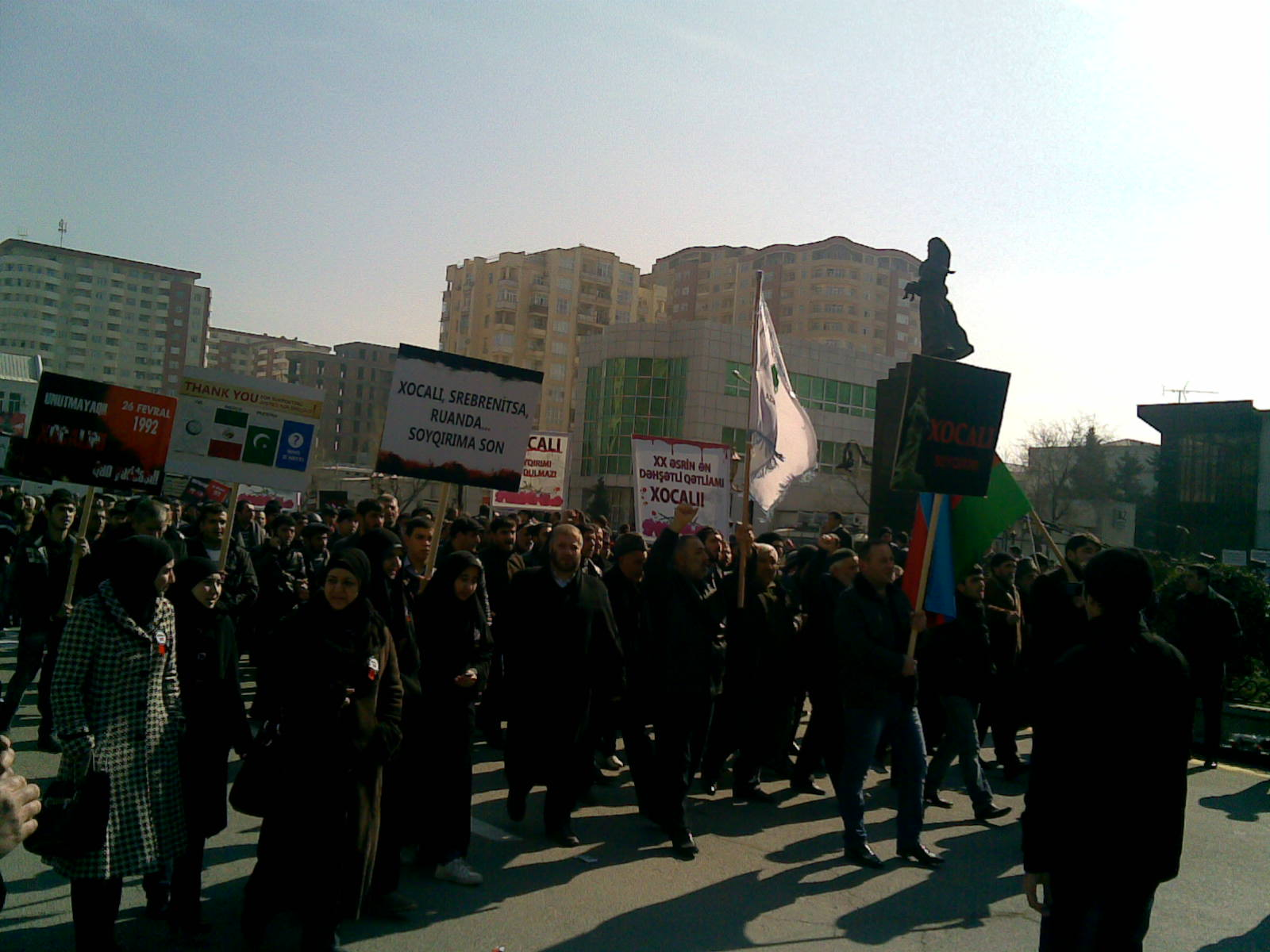
Шествие у памятника в 20-ю годовщину Ходжалинской трагедии. 26 февраля 2012

После трагедии в Ходжалы, на том месте, где сегодня расположен памятник, была установлена небольшая скульптура матери с мёртвым ребёнком на руках. Позднее руководством Хатаинского района было принято решение увеличить скульптуру в размерах. Руководство исполнительной власти района обратилось с заказом к скульпторам: Аслану Рустамову, и его сыновьям Махмуду и Теймуру Рустамовым. Таким образом, в работе над реконструкцией памятника была задействована семья скульпторов.
После установки нового монумента его высота составила 8,6 метров. По словам Теймура Рустамова «необходимо было в одной композиции изобразить всю трагедию Ходжалинской ночи, её ужас», а «женщина с мёртвым ребёнком играла в ней ключевую роль». Таким образом, суть композиции была сохранена. Открытие памятника состоялось в 16-летнюю годовщину трагедии, 26 февраля 2008 года.

## Описание памятника
Памятник изготовлен из бронзы и чёрного гранита. Общая высота памятника вместе с постаментом 8,6 м, высота же скульптуры — 3,2 м. На памятнике изображена выбегающая из дома в одной ночной сорочке мать с мёртвым ребёнком на руках, которого она прижимает к сердцу. В работе были использованы также фотоматериалы, снятые азербайджанским журналистом Чингизом Мустафаевым. На барельефах постамента изображены погибшие во время резни женщины, дети, старики, а также сам Чингиз Мустафаев, склонившийся с камерой в руках над телом мёртвого ребёнка. А в нижней части постамента приведены данные о жертвах и выгравированные списки с именами погибших.

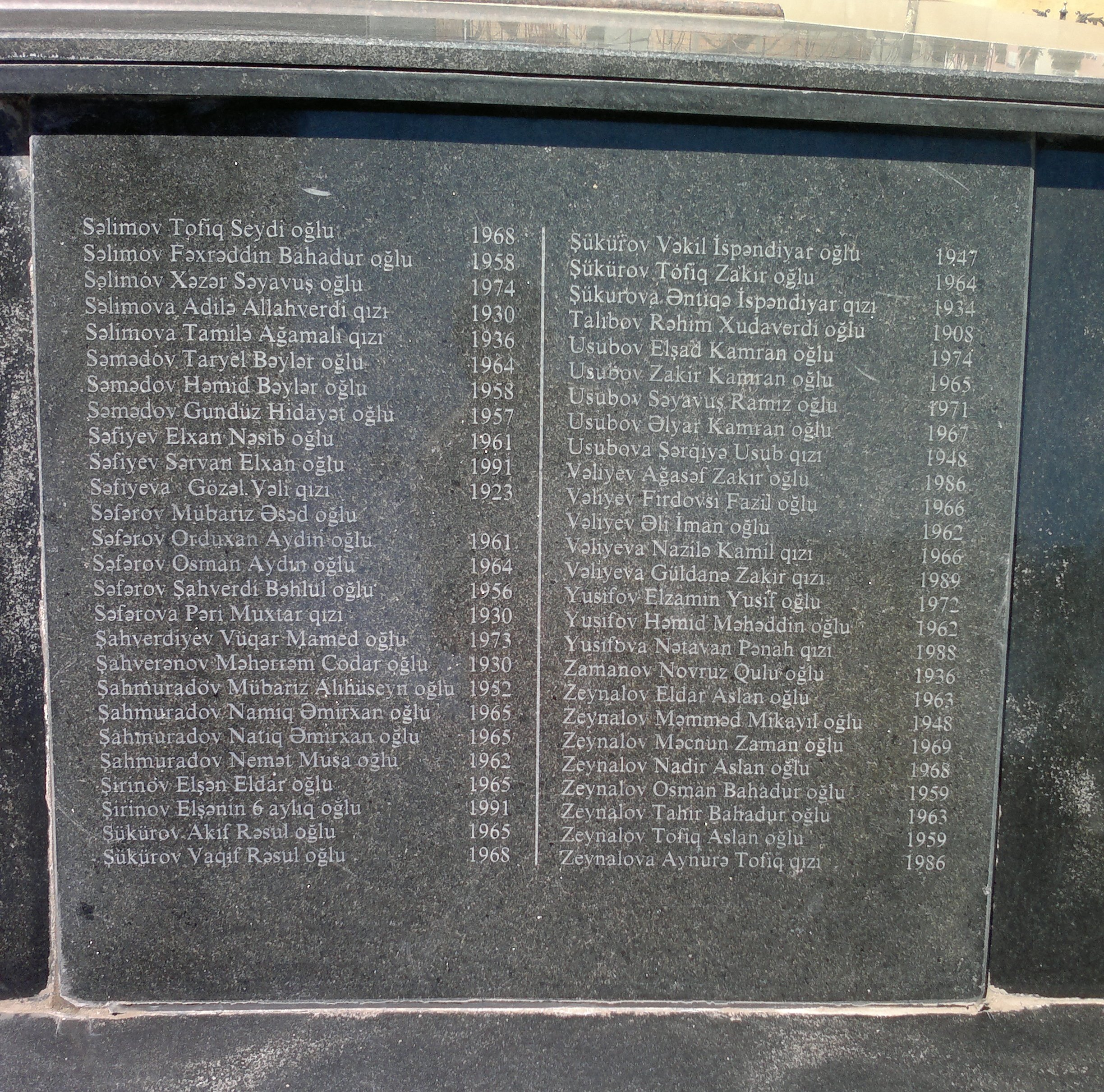
Список с именами погибших на постаменте памятника
Данные о числе жертв на постаменте памятника
Барельеф на памятнике